# Dziewczyna na pożegnanie
Dziewczyna na pożegnanie (ang. The Goodbye Girl) – amerykańska komedia romantyczna z 1977 na podstawie sztuki Neila Simona. W Polsce znana także pod tytułem Pożegnanie z dziewczyną.

## Obsada
- Richard Dreyfuss jako Elliot Garfield
- Marsha Mason jako Paula McFadden
- Quinn Cummings jako Lucy McFadden
- Barbara Rhoades jako Donna

i inni